# Power Rangers
Power Rangers je americký dětský akční sci-fi seriál, který vytvořili Haim Saban a Shuki Levy. V České republice byl původně vysílán v letech 1993–1996 pod názvem Strážci vesmíru. Předlohou seriálu je japonská série Super Sentai. Díky úspěchu prvních sérií vzniklo od té doby mnoho dalších sérií, tři celovečerní filmy, videohry, komiksy a také hračky pro děti. Od roku 2018 je majitelem franšízy společnost Hasbro.

## Příběh
Power Rangers jsou skupina lidí (většinou dospívajících), kteří chrání svět před zlem. Obvykle mají pět členů a každý člen může vklouznout do bojového obleku (morph), aby udržel svou identitu v tajnosti a měl větší sílu. K boji se svými nepřáteli používají různé zbraně a takzvané zordy, obří bojové roboty. Aby je rozeznal, má každý strážce bojový oblek v určité barvě. Jsou to většinou červená, modrá, černá, žlutá, zelená a růžová. Každý strážce má speciální zbraň a speciální zord. Tato zbraň je v průběhu série většinou vylepšována.
Období nezávislá na obsahu vždy běží podle podobného schématu: darebák chce zničit nebo dobýt zemi nebo všechny lidi. Power Rangers jsou vybráni, aby s ním bojovali. Nepřítel vysílá všechny druhy monster, aby bojoval s Strážci. Ty jsou brzy lepší než monstrum; pak se zvětšuje. Strážci volají po svých kabelech a společně mohou porazit monstrum. Další, šestý, ranger je často přidán během aktuální sezóny. Často má jiné plány a cíle než Strážci nebo je někdy úplně naštvaný, ale většinou se pak připojí ke skupině.
V prvních ročních obdobích probíhaly spiknutí od sezony k sezóně. Stejní lidé stále získávali novou moc. Od šesté sezóny však byl tento koncept opuštěn. Od té doby se však objevují hostující vystoupení starých Strážců a také téměř v každé sezóně dvojitá epizoda, ve které Strážci ze současné a poslední sezóny spolu bojují. V desáté sezóně se k výročí shromáždili všichni červení strážci z předchozích ročníků.

## Filmy
| Český název                                  | Originální název                            | Datum vydání v USA | Režie                      | Scénář                       | Produkce                                                |
| Původní série                                | Původní série                               | Původní série      | Původní série              | Původní série                | Původní série                                           |
| -------------------------------------------- | ------------------------------------------- | ------------------ | -------------------------- | ---------------------------- | ------------------------------------------------------- |
| Power Rangers: Film                          | Mighty Morphin Power Rangers: The Movie     | 30. června 1995    | Bryan Spicer               | Arne Olsen                   | Haim Saban, Shuki Levy a Suzanne Todd                   |
| Strážci vesmíru                              | Turbo: A Power Rangers Movie                | 28. června 1997    | David Winning a Shuki Levy | Shuki Levy a Shell Danielson | Jonathan Tzachor                                        |
| Mighty Morphin Power Rangers: Jednou provždy | Mighty Morphin Power Rangers: Once & Always | 19. dubna 2023     | Charlie Haskell            | Becca Barnes a Alwyn Dale    | Simon Bennett a Hillary Zwick Turner                    |
| Reboot série                                 |                                             |                    |                            |                              |                                                         |
| Power Rangers: Strážci vesmíru               | Power Rangers                               | 24. března 2017    | Dean Israelite             | John Gatins                  | Haim Saban, Brian Casentini, Marty Bowen a Wyck Godfrey |

## Televizní seriály
| Řada | Názvy řad v USA                         | Díly | Premiéra v USA    | Premiéra v USA     | Názvy řad v ČR                   | Premiéra v ČR     | Premiéra v ČR |
| Řada | Názvy řad v USA                         | Díly | První díl         | Poslední díl       | Názvy řad v ČR                   | První díl         | Poslední díl  |
| ---- | --------------------------------------- | ---- | ----------------- | ------------------ | -------------------------------- | ----------------- | ------------- |
| 1    | Mighty Morphin Power Rangers            | 60   | 28. srpna 1993    | 23. května 1994    | Strážci vesmíru                  | 30. prosince 1996 | 1997          |
| 2    | Mighty Morphin Power Rangers            | 52   | 21. července 1994 | 20. května 1995    | Strážci vesmíru                  | 1999              | vysíláno      |
| 3    | Mighty Morphin Power Rangers            | 33   | 2. září 1995      | 27. listopadu 1995 | Strážci vesmíru                  | vysíláno          | 2000          |
| 3.5  | Mighty Morphin Alien Rangers            | 10   | 5. února 1996     | 17. února 1996     | Strážci vesmíru                  | vysíláno          | vysíláno      |
| 4    | Power Rangers Zeo                       | 50   | 20. dubna 1996    | 27. listopadu 1996 | bude oznámeno                    | bude oznámeno     | bude oznámeno |
| 5    | Power Rangers Turbo                     | 45   | 19. dubna 1997    | 24. listopadu 1997 | bude oznámeno                    | bude oznámeno     | bude oznámeno |
| 6    | Power Rangers in Space                  | 43   | 6. února 1998     | 21. listopadu 1998 | bude oznámeno                    | bude oznámeno     | bude oznámeno |
| 7    | Power Rangers Lost Galaxy               | 45   | 6. února 1999     | 18. prosince 1999  | bude oznámeno                    | bude oznámeno     | bude oznámeno |
| 8    | Power Rangers Lightspeed Rescue         | 40   | 12. února 2000    | 18. listopadu 2000 | bude oznámeno                    | bude oznámeno     | bude oznámeno |
| 9    | Power Rangers Time Force                | 40   | 3. února 2001     | 17. listopadu 2001 | bude oznámeno                    | bude oznámeno     | bude oznámeno |
| 10   | Power Rangers Wild Force                | 40   | 9. února 2002     | 16. listopadu 2002 | bude oznámeno                    | bude oznámeno     | bude oznámeno |
| 11   | Power Rangers Ninja Storm               | 38   | 15. února 2003    | 15. listopadu 2003 | bude oznámeno                    | bude oznámeno     | bude oznámeno |
| 12   | Power Rangers Dino Thunder              | 38   | 14. února 2004    | 20. listopadu 2004 | bude oznámeno                    | bude oznámeno     | bude oznámeno |
| 13   | Power Rangers S.P.D.                    | 38   | 5. února 2005     | 14. listopadu 2005 | bude oznámeno                    | bude oznámeno     | bude oznámeno |
| 14   | Power Rangers Mystic Force              | 32   | 20. února 2006    | 13. listopadu 2006 | Power Rangers: Síla strážců      | 2007              | 2008          |
| 15   | Power Rangers Operation Overdrive       | 32   | 26. února 2007    | 12. listopadu 2007 | Power Rangers: Operace Overdrive | 2008              | 2009          |
| 16   | Power Rangers Jungle Fury               | 32   | 16. února 2008    | 3. listopadu 2008  | bude oznámeno                    | bude oznámeno     | bude oznámeno |
| 17   | Power Rangers RPM                       | 32   | 7. března 2009    | 26. prosince 2009  | bude oznámeno                    | bude oznámeno     | bude oznámeno |
| 0    | Mighty Morphin Power Rangers (Remaster) | 32   | 2. ledna 2010     | 28. srpna 2010     | bude oznámeno                    | bude oznámeno     | bude oznámeno |
| 18   | Power Rangers Samurai                   | 23   | 7. února 2011     | 10. prosince 2011  | Power Rangers                    | 2012              | 2012          |
| 19   | Power Rangers Super Samurai             | 22   | 18. února 2012    | 15. prosince 2012  | vysíláno                         | vysíláno          | vysíláno      |
| 20   | Power Rangers Megaforce                 | 22   | 2. února 2013     | 7. prosince 2013   | bude oznámeno                    | bude oznámeno     | bude oznámeno |
| 21   | Power Rangers Super Megaforce           | 20   | 15. února 2014    | 22. listopadu 2014 | bude oznámeno                    | bude oznámeno     | bude oznámeno |
| 22   | Power Rangers Dino Charge               | 22   | 7. února 2015     | 12. prosince 2015  | bude oznámeno                    | bude oznámeno     | bude oznámeno |
| 23   | Power Rangers Dino Super Charge         | 22   | 30. ledna 2016    | 10. prosince 2016  | bude oznámeno                    | bude oznámeno     | bude oznámeno |
| 24   | Power Rangers Ninja Steel               | 22   | 21. ledna 2017    | 2. prosince 2017   | bude oznámeno                    | bude oznámeno     | bude oznámeno |
| 25   | Power Rangers Super Ninja Steel         | 22   | 27. ledna 2018    | 1. prosince 2018   | bude oznámeno                    | bude oznámeno     | bude oznámeno |
| 26   | Power Rangers Beast Morphers            | 22   | 2. března 2019    | 14. prosince 2019  | bude oznámeno                    | bude oznámeno     | bude oznámeno |
| 27   | Power Rangers Beast Morphers            | 22   | 22. února 2020    | 12. prosince 2020  | bude oznámeno                    | bude oznámeno     | bude oznámeno |
| 28   | Power Rangers Dino Fury                 | 22   | 20. února 2021    | 15. října 2021     | bude oznámeno                    | bude oznámeno     | bude oznámeno |
| 29   | Power Rangers Dino Fury                 | 22   | 3. března 2022    | 29. září 2022      | Power Rangers Dino Fury          | 3. března 2022    | 29. září 2022 |
| 30   | Power Rangers Cosmic Fury               | 10   | 2023              | bude oznámeno      | bude oznámeno                    | bude oznámeno     | bude oznámeno |